# Rendon, Texas
Rendon là một nơi ấn định cho điều tra dân số (CDP) thuộc quận Tarrant, tiểu bang Texas, Hoa Kỳ. Năm 2010, dân số của nơi này là 12552 người.

## Dân số
- Dân số năm 2000: 9022 người.
- Dân số năm 2010: 12552 người.